# Lo/Hi
Lo/Hi is een nummer van het Amerikaanse muziekduo The Black Keys uit 2019. Het is de eerste single van hun negende studioalbum Let's Rock.
Met "Lo/Hi" maakten The Black Keys een comeback na een pauze van bijna vijf jaar, en keren ze terug naar het gitaargeluid dat ze vooral in hun beginjaren lieten horen. Op het nummer bezingt de ik-figuur hoe hij treurend wordt achtergelaten door zijn vrouw. Muziekwebzine Pitchfork vergeleek het nummer met het werk van ZZ Top. Het nummer wist de Amerikaanse Billboard Hot 100 niet te behalen, en ook in Nederland deed het nummer niets in de hitlijsten. In Vlaanderen bereikte het de 2e positie in de Tipparade.